# Bistum Lake Charles
Das Bistum Lake Charles ist eine römisch-katholische Diözese in den Vereinigten Staaten. Das Bistum wurde am 29. Januar 1980 aus Gebieten des Bistums Lafayette gebildet und ist dem Erzbistum New Orleans als Suffragan unterstellt.

## Bischöfe
- Jude Speyrer (29. Januar 1980 bis 12. Dezember 2000)
- Edward Kenneth Braxton (12. Dezember 2000 bis 22. Juni 2005)
- Glen John Provost (seit 23. April 2007)